# Sami Loussif
Sami Loussif is een Belgisch voormalig judoka en jiujitsuka.

## Levensloop
In 2003 werd Loussif Europees kampioen in de 'gewichtsklasse tot -77kg' in het Duitse Hanau. Tevens behaalde hij tweemaal brons op de wereldkampioenschappen, met name in 2004 in het Spaanse Móstoles en in 2011 in het Colombiaanse Cali.
Loussif is afkomstig van Ronse en was werkzaam bij de Bergense politie. Hij was aangesloten bij de clubs 'Samoerai Ronse' en 'Ippon Zwijndrecht' Hij was ook actief in het judo.